# ビジネス525
『ビジネス525』は、2004年3月29日から2006年3月31日までテレビ大阪とテレビ和歌山で毎週月曜 - 金曜 17:25 - 17:55に放送されていた経済関連のローカルニュース番組。
テレビ大阪は、開局2年目の1983年から夕方17時台に関西ローカルのニュース番組（『まいどワイド30分』→『NEWSほっとライン』→『夕方いちばんKANSAI』→『満点!しあわせテレビ』→『ニュースアイKANSAI』→『イブニングサテライト』）を放送していたが、2004年3月放送開始のこの番組では特にTXNが得意分野とする経済情報に特化し、TVO版『ワールドビジネスサテライト』として、地元関西の経済ニュース、企業情報、商品情報を積極的に取り上げていた。音声は『イブニングサテライト』まではモノラル放送だったが、本番組でステレオ放送に変更された。
2006年3月には地上デジタル放送でのハイビジョン放送が開始されたが、同年春の改編でテレビ東京製作アニメの枠が17:30放送開始になったのを受けて番組は終了。替わって『ニュースBIZ』（16:45 - 17:30、途中で『速ホゥ!』を内包）がスタートした。それに伴い、16時台に放送の『レディス4』はテレビ大阪では途中飛び降りになった（テレビ愛知とテレビせとうちも同様の編成）。また、テレビ和歌山がテレビ大阪発ローカルニュースをネットするのは本番組が最後になった。

## 出演者

### キャスター
- 片山俊之（テレビ大阪報道部長）
- 原田知恵（当時テレビ大阪アナウンサー）

### リポーター
- 早坂淳（当時テレビ大阪アナウンサー）
- 池田美穂（フリーアナウンサー）
- 猪井操子（当時テレビ大阪アナウンサー）